# Asia Carrera
Asia Carrera Lemmon (ur. 6 sierpnia 1973 w Nowym Jorku) – amerykańska aktorka i reżyserka filmów pornograficznych pochodzenia niemieckiego i japońskiego. Swój pseudonim zapożyczyła od aktorki Tia Carrere.

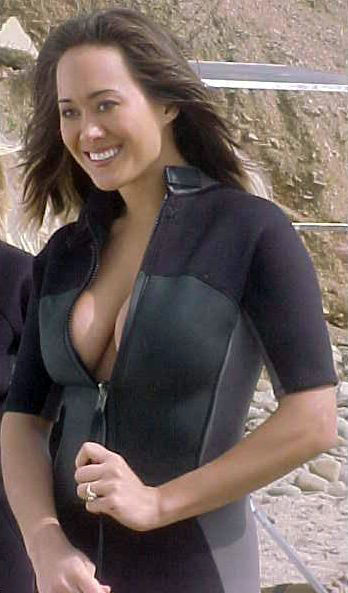
Asia Carrera na planie filmowym w 2002 roku

## Życiorys

### Wczesne lata
Urodziła się w Nowym Jorku jako najstarsza z czworga dzieci Niemki i Japończyka. Wychowała się z dwoma młodszymi braćmi i młodszą siostrą w Little Silver w New Jersey. Uczęszczała do Little Silver High School i Red Bank Regional High School. Pierwotnie miała zostać pianistką i jako dziecko uczyła się gry na pianinie. Już w wieku 13 lat grała kompozycje Johanna Sebastiana Bacha w Carnegie Hall. Mając 16 lat uczyła się potocznego angielskiego w Tsuruga College w Japonii. Kiedy miała 17 lat, uciekła z domu, ponieważ czuła, że jej rodzice wywierają na nią zbyt dużą presję, aby odniosła sukces akademicki. Zdobyła pełne stypendium naukowe na Uniwersytecie Rutgersa, gdzie studiowała ekonomię i japonistykę.

### Kariera
Carrera na początku lat 90. pracowała jako tancerka egzotyczna w kilku barach go-go w jej rodzinnym stanie New Jersey. Potem wzięła udział w sesjach zdjęciowych dla magazynów dla dorosłych. Pod koniec 1993 roku przeniosła się do Kalifornii i zadebiutowała w filmie Radical Affairs Video Magazine 7 (1993). Po raz pierwszy wzięła udział w scenie seksu analnego w A is For Asia (1995).
W 1995 roku otrzymała AVN Award w kategorii „Wykonawczyni roku”, a w 2000 odebrała AVN Award w kategorii „Najlepsza scena seksu w parze – film”.
Pojawiła się jako Sherry w 'Logjammin' w komedii kryminalnej Joela i Ethana Coenów Big Lebowski (The Big Lebowski, 1998), a także w filmach dokumentalnych, w tym Erotic Stars (2003), The Secret Lives of Adult Stars (2004) i After Porn Ends (2012).
W marcu 2013 zajęła czwarte miejsce w rankingu „Najlepsze aktorki porno wszech czasów” (Las mejores actrices porno de todos los tiempos), ogłoszonym przez hiszpański portal 20minutos.es.

## Życie prywatne
Jest członkiem Mensy z IQ równym 156. Jest ateistką, chociaż w prawie jazdy ma zdjęcie z durszlakiem na głowie, gdyż należy do Kościoła Latającego Potwora Spaghetti.
Jako zapalona zawodniczka Unreal Tournament, w programie Players ujawniła swój nick z gry Megabitchgoddess.
W 1994 roku związana była z reżyserem filmów dla dorosłych Budem Lee. Pobrali się 27 lutego 1995. Jednak 29 września 2003 rozwiedli się. 19 grudnia 2003 ponownie wyszła za mąż za dietetyka i pisarza Dona Lemmona. 4 marca 2005 urodziła się ich córka Catalina. 10 czerwca 2006 Don Lemmon zginął w tragicznym wypadku samochodowym, siedem tygodni przed narodzinami drugiego dziecka, syna Donalda Edwarda Lemmona III (ur. 31 lipca 2006).

## Nagrody i nominacje
| Rok  | Nagroda            | Kategoria                                      | Film                               | Inni wykonawcy | Rezultat  |
| ---- | ------------------ | ---------------------------------------------- | ---------------------------------- | -------------- | --------- |
| 1995 | AVN Award          | Najlepsza aktorka drugoplanowa – film          | Masseuse II (1994)                 | –              | Nominacja |
| 1995 | AVN Award          | Wykonawczyni roku                              | –                                  | –              | Wygrana   |
| 2000 | AVN Award          | Najlepsza aktorka – film                       | –                                  | –              | Nominacja |
| 2000 | AVN Award          | Najlepsza scena seksu w parze – film           | Search for the Snow Leopard (1998) | James Bonn     | Wygrana   |
| 2003 | AVN Award          | Najlepsza aktorka drugoplanowa – wideo         | My Father's Wife (2002)            | –              | Nominacja |
| 2003 | AVN Award          | Najlepsza scena seksu samych dziewczyn – wideo | My Father's Wife (2002)            | Sydnee Steele  | Nominacja |
| 2007 | XRCO Award         | Hall of Fame                                   | –                                  | –              | Wygrana   |
| 2008 | AVN Award          | Hall of Fame                                   | –                                  | –              | Wygrana   |
| 2017 | Raven’s Eden Award | Aleja Sław (Hall of Fame)                      | –                                  | –              | Wygrana   |